# Special Generation

Coperta Special Generation

"Special Generation" (スッペシャル　ジェネレ～ション?) - (Generație specială) este al 6-lea single al trupei Berryz Kobo. A fost lansat pe 30 martie 2005, iar DVD-ul Single V pe 20 aprilie 2005.

## Track List

### CD
1. Special Generation (スッペシャル　ジェネレ～ション) 
2. Koishiteru Toki wa Itsumo... (恋してる時はいつも… - Oricând sunt îndrăgostită...) 
3. Special Generation (Instrumental) (スッペシャル ジェネレ～ション（Instrumental))

### Single V
1. Special Generation (スッペシャル　ジェネレ～ション) 
2. Special Generation (Dance Shot Version) (スッペシャル　ジェネレ～ション （Dance Shot Version）) 
3. Making Of (メイキング映像)

## Credite
1. Special Generation (スッペシャル　ジェネレ～ション) 
- Versuri: Tsunku (つんく)
- Compoziție: Tsunku(つんく)
- Aranjare: Magaino Kouji (馬飼野康二)

2. Koishiteru Toki wa Itsumo... (恋してる時はいつも…) 
- Versuri: Tsunku (つんく)
- Compoziție: Tsunku (つんく)
- Aranjare: Suzuki "Daichi" Hideyuki (鈴木Daichi秀行)

## Interpretări în concerte
- Berryz Koubou Live Tour 2005 Shoka Hatsu Tandoku ~Marugoto~
- 2005nen Natsu W & Berryz Koubou Concert Tour "HIGH SCORE!"
- Berryz Koubou Live Tour 2005 Aki ~Switch ON!~
- Berryz Koubou Concert Tour 2006 Haru ~Nyoki Nyoki Champion!~
- Berryz Koubou Summer Concert Tour 2006 "Natsu Natsu! ~Anata wo Suki ni Naru Sangenzoku~"
- 2007 Sakura Mankai Berryz Koubou Live ~Kono Kandou wa Nidoto Nai Shunkan de Aru~
- Berryz Koubou Concert 2007 Haru ~Zoku Sakura Mankai Golden Week Hen~
- Berryz Koubou Concert Tour 2007 Natsu ~Welcome! Berryz Kyuuden~
- Berryz Koubou & °C-ute Nakayoshi Battle Concert Tour 2008 Haru ~Berryz Kamen vs Cutie Ranger~ (împreună cu °C-ute)
- Berryz Koubou Concert Tour 2008 Aki ~Berikore!~